# Doryopteris excisa
Doryopteris excisa är en kantbräkenväxtart som beskrevs av Sehnem. Doryopteris excisa ingår i släktet Doryopteris och familjen Pteridaceae. Inga underarter finns listade.